# 海得拉巴 (印度)
海得拉巴（英語：Hyderabad）是印度第四大城市，位于印度中部，属泰倫加納邦，是安得拉邦和泰倫加納邦的法定首府，距離第五大城清奈約五百多公里。海城在1591年為庫特布沙希王朝所建立，信仰伊斯蘭教的穆罕默德·库里·库特布·沙阿所統治。18世纪蒙古人后裔阿西夫·扎一世来此建立了史稱海德拉巴德干的君主制王國。自17世紀初期，英國東印度公司多年於孟買、清奈、到西孟加拉等沿海地區軍事與貿易活動影響，1798年尼扎姆宣布效忠英王，成为英属印度的一个土邦。印度聯邦建立後，海德拉巴邦獲得短暫獨立，1948年，海德拉巴土邦加入印度自治领，海德拉巴为其首府。1956年后，海德拉巴成为安得拉邦首府，以及印度的冬都。2014年特伦甘纳邦从安得拉析置，海得拉巴成为其首府。随后安得拉邦则将政府机构移置阿马拉瓦蒂，但仍然视海得拉巴为法定首府。
海德拉巴以富饶的历史，清真寺、庙宇等建筑而著名，也拥有丰富的艺术、手工艺和舞蹈的文化遗產。八所高等院校，200多所技术院校設立於此。
直到19世紀，海得拉巴以珍珠產業而聞名，被稱為“珍珠之城”。該市的許多巴刹仍然開放。海得拉巴在德干高原與西高止山脈間的中心位置以及在20世紀的工業化吸引了印度主要的研究，製造，教育和金融機構。1990年代以來，這座城市已成為印度製藥和生物技術的中心。

## 历史

### 地名
根據《牛津世界地名簡明詞典》的作者約翰·埃弗里特·希思的說法，海得拉巴名為獅子之城，是爲了紀念阿里·本·阿比·塔利卜。海達爾是獅子的阿拉伯語，ābād是城市的意思。伊斯蘭建築學學者安德魯·彼得森說，這座城市最初被稱為巴格納加爾（花園之城）。一種流行的理論認為，這座城市的創建者是顧特卜沙希王朝的穆罕默德·库里·库特布·沙阿。
根據德國旅行家海因里希·馮·波瑟的說法，他的德干遊記由海德堡大學的吉塔·達拉姆帕爾·弗里克翻譯，該城市有兩個名稱。

### 早期和中世紀歷史
海得拉巴位于德干高原边缘，考古學家在海得拉巴附近發現了公元前500年的鐵器時代遺址。公元624年至1075年，遮婁其王朝統治著現在的海得拉巴及其周圍地區。
海得拉巴建城於1591年。16世纪中葉迅速发展，吸引许多高尔康达人民來此定居，总面积约260平方公里。
海得拉巴的统治者注重教育，也興建不少建筑，为海得拉巴的印度—伊斯兰文化贡献良多。同时海得拉巴也和高尔康达成为世界首要的钻石、珍珠、钢铁和武器市场。
当英国和法国将势力推進印度时，海得拉巴的统治者不与他们交惡，从而保留邦国主权。而海得拉巴的经济和文化則在此期間，發展昌隆。宫殿、建筑物、房屋、公寓、公园和街道，因受多种文化影响而各具特色，是當時印度最大的邦国，面積一度比英格兰和苏格兰加在一起更為廣大。尚且拥有自己的货币、造币厂、铁路和邮政局，邦境之內不收所得税。
印度独立后不久，海得拉巴邦即加入印度联邦。1956年11月1日，印度联邦重新規劃行政区後，海得拉巴成为安得拉邦的首府。2014年，新的泰倫加納邦因著財源比例，於安得拉邦析置，海得拉巴成為兩邦首府。惟十年之內，海得拉巴將成為衹是一邦的首府。

## 今天的海得拉巴
海得拉巴约有700万居民。穆斯林人口所佔比例與其他印度地區相較為高。此地常用泰卢固语、印地语和乌尔都语，英语則為贸易用語。
海德拉巴印度香飯聞名全印度，為該城市的代表性料理，也是印度香飯最為人所知的版本，常見食材為印度香米搭配以優格醃製過的羊肉，佐番紅花、檸檬、洋蔥等香料調味而成。羊肉亦偶以雞肉代替。當地人習慣將生肉與米一同烹煮，肉會深埋在印度香米中，使得米飯得以吸入肉汁與香氣，滋味更加濃郁。另一道以該城市為名的代表美食為海德拉巴哈利姆，又稱海德拉巴宮廷羔羊、海德拉巴羊肉燉豆粥，為一起源自阿拉伯地區的功夫菜，傳至海德拉巴後增添了當地大量的綠豆蔻、肉桂等香料，受印度伊斯蘭教徒的喜愛，常見於齋戒月期間。
海得拉巴是印度較早发展通訊技术的城市。完善的基础建设，使海得拉巴成为软體发展、企業流程委外和生物技术的基地，许多印度和外商公司在这里设有总部或研究中心，也是珍珠和珍珠加工、银手工业和其他手工业的製造中心。
由海得拉巴赴中东、东南亚（尤其新加坡和马来西亚）以及印度其他城市的交通非常方便。国际机场為拉吉夫·甘地國際機場。機場之旁有一座F1赛车场，现在正积极爭取未来几年可举办一级方程式印度大奖赛。
2010年度国际数学家大会在此举办。
2023年由資訊系統協會舉辦的國際資訊系統會議將於12月在海德拉巴科技城的海得拉巴國際會議中心（The Hyderabad International Convention Centre）舉行。
| Hyderabad (1951-1980)                  | Hyderabad (1951-1980) | Hyderabad (1951-1980) | Hyderabad (1951-1980) | Hyderabad (1951-1980) | Hyderabad (1951-1980) | Hyderabad (1951-1980) | Hyderabad (1951-1980) | Hyderabad (1951-1980) | Hyderabad (1951-1980) | Hyderabad (1951-1980) | Hyderabad (1951-1980) | Hyderabad (1951-1980) | Hyderabad (1951-1980) |
| 月份                                   | 1月                   | 2月                   | 3月                   | 4月                   | 5月                   | 6月                   | 7月                   | 8月                   | 9月                   | 10月                  | 11月                  | 12月                  | 全年                  |
| -------------------------------------- | --------------------- | --------------------- | --------------------- | --------------------- | --------------------- | --------------------- | --------------------- | --------------------- | --------------------- | --------------------- | --------------------- | --------------------- | --------------------- |
| 平均高温 °C（°F）                      | 28.6 (83.5)           | 31.8 (89.2)           | 35.2 (95.4)           | 37.6 (99.7)           | 38.8 (101.8)          | 34.4 (93.9)           | 30.5 (86.9)           | 29.6 (85.3)           | 30.1 (86.2)           | 30.4 (86.7)           | 28.8 (83.8)           | 27.8 (82.0)           | 32.0 (89.6)           |
| 平均低温 °C（°F）                      | 14.7 (58.5)           | 17.0 (62.6)           | 20.3 (68.5)           | 24.1 (75.4)           | 26.0 (78.8)           | 23.9 (75.0)           | 22.5 (72.5)           | 22.0 (71.6)           | 21.7 (71.1)           | 20.0 (68.0)           | 16.4 (61.5)           | 14.1 (57.4)           | 20.2 (68.4)           |
| 平均降水量 mm（）                      | 3.2 (0.13)            | 5.2 (0.20)            | 12.0 (0.47)           | 21.0 (0.83)           | 37.3 (1.47)           | 96.1 (3.78)           | 163.9 (6.45)          | 171.1 (6.74)          | 181.5 (7.15)          | 90.9 (3.58)           | 16.2 (0.64)           | 6.1 (0.24)            | 812.5 (31.99)         |
| 来源：Indian Meteorological Department |                       |                       |                       |                       |                       |                       |                       |                       |                       |                       |                       |                       |                       |

## 交通
海德拉巴市區常見的交通方式為政府運營的輕軌火車或地鐵與巴士、私家計程車與嘟嘟車（auto rickshaw）。巴士以Mahatma Gandhi巴士客運站（MGBS）為樞紐。
海德拉巴地鐵為一輕軌設計的快速運輸系統，有獨立軌道，2017年十一月起營運至今，仍在持續興建中，目前有數十座車站，是印度第二大地鐵系統。海德拉巴亦有郊區火車聯繫近郊城鎮，為一三線鐵道系統，以塞康德拉巴德車站為中心樞紐，同時連結兩座城市。市內亦有迷你巴士服務Setwin（Society for Employment Promotion & Training in Twin Cities）提供兩城市間的政府單位交通聯繫。
海德拉巴為印度鐵路的南部樞紐之一，為三條主要鐵路運輸路線的交會點，可連結至鄰近六個邦。城市亦有三條高速公路在此交會，鐵路與公路的交通十分便捷。
海德拉巴對外航空樞紐曾為位於市中心的貝甘佩特機場，目前已被2008年啟用的拉吉夫·甘地國際機場（RGIA）取代，該機場位於城市南邊，並持續擴建中。